# Станицын, Виктор Яковлевич
Ви́ктор Я́ковлевич Стани́цын (настоящая фамилия — Гёзе; 20 апреля [2 мая] 1897, Екатеринослав, Российская империя — 24 декабря 1976, Москва, СССР) — советский российский актёр театра и кино, театральный режиссёр, преподаватель. Народный артист СССР (1948). Лауреат четырёх Сталинских премий (1947, 1949, 1951, 1952) и Государственной премии РСФСР имени К. С. Станиславского (1974).

## Биография
Родился 20 апреля (2 мая) 1897 года в Екатеринославе (ныне — Днепр, Украина).
В 1916—1917 годах учился в Императорском Московском университете.
В 1918 году поступил во 2-ю студию МХТ, тогда же начал играть в спектаклях.
С 1924 года — актёр и режиссёр (с 1934) (в 1950—1953 — заведующий труппой) Московского Художественного театра СССР им. М. Горького. Был одним из членов художественного руководства театра.
Выдающийся театральный актёр, один из корифеев мхатовской сцены. Сыграл множество ярких ролей в театре и несколько заметных ролей в кино: «Чины и люди», «Зори Парижа», «Падение Берлина», «Война и мир».
В 1946—1976 годах преподавал в Школе-студии им. В. И. Немировича-Данченко при МХАТ СССР им. М. Горького (профессор по кафедре мастерства актёра — с 1948 года).
Член КПСС с 1954 года.
Умер 24 декабря 1976 года. Похоронен на Введенском кладбище (участок № 5).

### Семья
- Жена — Елена Дмитриевна Понсова (1907—1966), актриса Государственного академического театра имени Евг. Вахтангова, народная артистка РСФСР (1957).
- Дочь — Ольга Викторовна Станицына-Гёзе (1936—2019), актриса Московского драматического театра имени К. С. Станиславского (ныне — Электротеатр Станиславский), заслуженная артистка России (1999).

## Творчество

### Актёр

#### 2-я студия МХТ
- 1918 — «Зелёное кольцо» З. Н. Гиппиус — Никс
- 1923 — «Разбойники» Ф. Шиллера — Роллер
- 1923 — «Гроза» А. Н. Островского — Кудряш
- 1924 — «Елизавета Петровна» Д. П. Смолина — граф А. Г. Разумовский

#### Московский Художественный театр
- 1924 — «Царь Фёдор Иоаннович» А. К. Толстого — князь Шаховской
- 1925 — «Горе от ума» А. С. Грибоедова — Алексей Степанович Молчалин
- 1926 — «Дни Турбиных» М. А. Булгакова — фон Шратт
- 1926 — «Горячее сердце» А. Н. Островского — Вася Шустрый
- 1927 — «Бронепоезд 14-69» В. В. Иванова. Художественный руководитель постановки К. С. Станиславский, режиссёры И. Я. Судаков и Н. Н. Литовцева — прапорщик Обаб[4]
- 1927 — «У врат царства» К. Гамсуна — Бондезен
- 1932 — «Горячее сердце» А. Н. Островского — Павлин Павлинович Курослепов
- 1932 — «Мёртвые души» по Н. В. Гоголю — Губернатор
- 1936 — «Мольер» М. А. Булгакова — Мольер
- 1937 — «Анна Каренина» по Л. Н. Толстому — Степан Аркадьевич Облонский
- 1938 — «Горе от ума» А. С. Грибоедова — Репетилов, Павел Афанасьевич Фамусов
- 1940 — «Три сестры» А. П. Чехова — Андрей Прозоров
- 1941 — «Школа злословия» Р. Шеридана — сэр Питер Тизл
- 1943 — «Последние дни („Пушкин“)» М. А. Булгакова — Жуковский
- 1944 — «Русские люди» К. М. Симонова — Харитонов
- 1944 — «Последняя жертва» А. Н. Островского — Лавр Миронович Прибытков
- 1951 — «Плоды просвещения» Л. Н. Толстого — Леонид Фёдорович Звездинцев
- 1956 — «Кремлёвские куранты» Н. Ф. Погодина — Иностранный писатель
- 1959 — «На дне» М. Горького — Медведев
- 1962 — «Дом, где мы родились» П. Когоута — доктор Плахи
- 1965 — «Возмездие» Л. Кручковского — Леманьский
- 1967 — «Чрезвычайный посол» П. Л. Тур и А. С. Гельц-Тур— Юлиус Хельмер
- 1971 — «Потусторонние встречи» Л. В. Гинзбурга — Герман Эссер
- 1973 — «Соло для часов с боем» О. Заградника — инспектор Мич
- 1974 — «На всякого мудреца довольно простоты» А. Н. Островского — Нил Федосеич Мамаев

### Режиссёр
- 1934 — «Пиквикский клуб» по Ч. Диккенсу
- 1937 — «Простая девушка» В. В. Шкваркина (Театр Сатиры)
- 1943 — «Последние дни» М. А. Булгакова (совместно с В. О. Топорковым)
- 1943 — «Русские люди» К. М. Симонова (художественный руководитель постановки Н. П. Хмелёв, совместно с М. О. Кнебель)
- 1945 — «Идеальный муж» О. Уайльда (совместно с Г. Г. Конским)
- 1947 — «Победители» Б. Ф. Чирскова (совместно с Г. Г. Конским)
- 1947 — «Алмазы» Н. А. Асанова (совместно с И. Я. Судаковым и И. М. Раевским)
- 1949 — «Домби и сын» по Ч. Диккенсу
- 1950 — «Разлом» Б. А. Лавренёва (совместно с И. М. Раевским)
- 1950 — «Вторая любовь» Е. Ю. Мальцева и Н. А. Венкстерн (совместно с С. К. Блинниковым)
- 1952 — «Залп „Авроры“» М. В. Большинцова и М. Э. Чиаурели (совместно с М. Н. Кедровым и А. М. Каревым)
- 1954 — «Лермонтов» Б. А. Лавренёва (совместно с И. М. Раевским)
- 1955 — «Двенадцатая ночь» У. Шекспира (совместно с П. В. Массальским)
- 1957 — «Мария Стюарт» Ф. Шиллера
- 1957 — «Золотая карета» Л. М. Леонова (совместно с В. А. Орловым и П. А. Марковым)
- 1958 — «Вишнёвый сад» А. П. Чехова
- 1959 — «Битва в пути» Г. Е. Николаевой (совместно с В. К. Монюковым)
- 1960 — «Чайка» А. П. Чехова (совместно с И. М. Раевским)
- 1961 — «Цветы живые» Н. В. Погодина (совместно с И. М. Тархановым и А. М. Каревым)
- 1964 — «Свет далёкой звезды» А. Б. Чаковского и П. И. Павловского (совместно с О. Г. Герасимовым)
- 1973 — «На всякого мудреца довольно простоты» А. Н. Островского

### Фильмография

Мемориальная доска В. Я. Станицыну в Москве на Тверской

#### Роли
- 1929 — Чины и люди (новелла «Анна на шее») — Артынов
- 1932 — Дела и люди — американец
- 1934 — Четыре визита Самюэля Вульфа — Биль Стейнер
- 1935 — Любовь и ненависть — Иван Порфирьевич
- 1936 — Зори Парижа — Карл Штайпер, командир Интернационального батальона
- 1944 — Юбилей (короткометражный) — Шипучин
- 1945 — Без вины виноватые — Нил Стратоныч Дудукин
- 1948 — Третий удар — Ф. И. Толбухин
- 1949 — Сталинградская битва — У. Черчилль / генерал Ф. И. Толбухин
- 1949 — Падение Берлина — У. Черчилль
- 1949 — У них есть Родина — Баркли
- 1950 — Огни Баку — У. Черчилль
- 1951 — Незабываемый 1919 год — У. Черчилль
- 1953 — Анна Каренина (фильм-спектакль) — Степан Аркадьевич Облонский
- 1960 — Мёртвые души (фильм-спектакль) — Губернатор
- 1967 — Война и мир — Илья Андреевич Ростов
- 1974 — Соло для часов с боем (фильм-спектакль) — инспектор Мич

#### Режиссёр
- 1973 — Единственный свидетель (фильм-спектакль) (совместно с М. П. Муат)
- 1976 — Мария Стюарт (фильм-спектакль) (постановщик спектакля)
- 1976 — На всякого мудреца довольно простоты (фильм-спектакль) (постановщик спектакля)

#### Художественный руководитель
- 1971—1972 — День за днём (телевизионная повесть)

## Звания и награды
- заслуженный артист РСФСР (1933)
- народный артист РСФСР (1938)[5]
- заслуженный деятель искусств Северо-Осетинской АССР (1946)
- народный артист СССР (1948)
- Сталинская премия первой степени (1947) — за постановку спектакля «Победители» Б. Ф. Чирскова
- Сталинская премия второй степени (1949) — за исполнение роли Ф. И. Толбухина в фильме «Третий удар»[6]
- Сталинская премия второй степени (1951) — за постановку спектакля «Вторая любовь» Е. Ю. Мальцева и Н. А. Венкстерн
- Сталинская премия первой степени (1952) — за исполнение роли Леонида Фёдоровича Звездинцева в спектакле «Плоды просвещения» Л. Н. Толстого
- Государственная премия РСФСР имени К. С. Станиславского (1974) — за исполнение роли инспектора Мича в спектакле «Соло для часов с боем» О. Заградника
- два ордена Трудового Красного Знамени (1957, 1971)
- Орден «Знак Почёта» (3.5.1937) — за выдающиеся заслуги в деле развития русского театрального искусства
- Медаль «За оборону Москвы» (1946)
- Медаль «За доблестный труд в Великой Отечественной войне 1941—1945 гг.» (1946)
- Медаль «В память 800-летия Москвы» (1948).